# Takuya Mihashi
Takuya Mihashi (japanisch 三橋 拓也 Mihashi Takuya; * 6. März 1992 in der Präfektur Osaka) ist ein ehemaliger japanischer Fußballspieler.

## Karriere
Mihashi erlernte das Fußballspielen in der Schulmannschaft der Nishinomiya High School und der Universitätsmannschaft der Biwako Seikei Sport College. Seinen ersten Vertrag unterschrieb er 2015 bei Fujieda MYFC. Der Verein spielte in der dritthöchsten Liga des Landes, der J3 League. Für den Verein absolvierte er 32 Ligaspiele. Ende 2016 beendete er seine Karriere als Fußballspieler.